# Montreux Volley Masters de 2017
O Montreux Volley Masters de 2017 foi a trigésima segunda edição deste torneio, cujas partidas aconteceram no Pierrier Sports Hall, na cidade de Montreux,Suíça, entre o período de 6 a 11 de junho de 2017, contou com a participação de oito seleções.Edição vencida pelo Brasil, conquistando seu sétimo título na história deste torneio e a jogadora Ana Carolina da Silva foi premiada como Melhor Jogadora (MVP).

## Seleções participantes
As seguintes seleções participaram desta ediçãoː
| - Alemanha - Argentina - Brasil - China (Último Campeão) | - Países Baixos - Polônia - Suíça - Tailândia |

## Grupo A
|     |               |     | Jogos | Jogos | Jogos | Resultados | Resultados | Resultados | Resultados | Resultados | Resultados | Sets | Sets | Sets  | Pontos | Pontos | Pontos |
| Pos | Equipe        | Pts | T     | V     | D     | 3–0        | 3–1        | 3–2        | 2–3        | 1–3        | 0–3        | V    | P    | R     | V      | P      | R      |
| --- | ------------- | --- | ----- | ----- | ----- | ---------- | ---------- | ---------- | ---------- | ---------- | ---------- | ---- | ---- | ----- | ------ | ------ | ------ |
| 1   | Argentina     | 7   | 3     | 3     | 0     | 1          | 0          | 2          | 0          | 0          | 0          | 9    | 4    | 2.250 | 285    | 274    | 1.040  |
| 2   | China         | 6   | 3     | 2     | 1     | 1          | 0          | 1          | 1          | 0          | 0          | 8    | 5    | 1.600 | 288    | 254    | 1.134  |
| 3   | Países Baixos | 5   | 3     | 1     | 2     | 0          | 1          | 0          | 2          | 0          | 0          | 7    | 7    | 1,000 | 305    | 288    | 1.059  |
| 4   | Suíça         | 0   | 3     | 0     | 3     | 0          | 0          | 0          | 0          | 1          | 2          | 1    | 9    | 0.111 | 186    | 248    | 0.750  |

Resultados
| Data  | Hora  |               | Placar |               | Set 1 | Set 2 | Set 3 | Set 4 | Set 5 | Total   | Relatório |
| ----- | ----- | ------------- | ------ | ------------- | ----- | ----- | ----- | ----- | ----- | ------- | --------- |
| 6 jun | 16:30 | China         | 3–0    | Suíça         | 25–15 | 25–16 | 25–16 |       |       | 75–47   | 11P2P3    |
| 6 jun | 21:15 | Países Baixos | 2–3    | Argentina     | 22–25 | 25–27 | 25–14 | 25–23 | 9–15  | 106–104 | P2P3      |
| 7 jun | 18:45 | China         | 3–2    | Países Baixos | 25–27 | 25–22 | 25–16 | 17–5  | 15–11 | 107–81  | P2P3      |
| 8 jun | 16:30 | Países Baixos | 3–1    | Suíça         | 23–25 | 25–14 | 25–18 | 25–20 |       | 98–77   | P2P3      |
| 8 jun | 21:15 | Argentina     | 3–2    | China         | 25–20 | 18–25 | 23–25 | 25–23 | 15–13 | 106–106 | P2P3      |
| 9 jun | 21:15 | Suíça         | 0–3    | Argentina     | 21–25 | 21–25 | 20–25 |       |       | 62–75   | P2P3      |

## Grupo B
|     |           |     | Jogos | Jogos | Jogos | Resultados | Resultados | Resultados | Resultados | Resultados | Resultados | Sets | Sets | Sets  | Pontos | Pontos | Pontos |
| Pos | Equipe    | Pts | T     | V     | D     | 3–0        | 3–1        | 3–2        | 2–3        | 1–3        | 0–3        | V    | P    | R     | V      | P      | R      |
| --- | --------- | --- | ----- | ----- | ----- | ---------- | ---------- | ---------- | ---------- | ---------- | ---------- | ---- | ---- | ----- | ------ | ------ | ------ |
| 1   | Brasil    | 7   | 3     | 2     | 1     | 0          | 2          | 0          | 1          | 0          | 0          | 8    | 5    | 1.600 | 298    | 273    | 1.092  |
| 2   | Alemanha  | 6   | 3     | 2     | 1     | 0          | 1          | 1          | 1          | 0          | 0          | 8    | 6    | 1.333 | 295    | 294    | 1.003  |
| 3   | Polônia   | 5   | 3     | 2     | 1     | 0          | 1          | 1          | 0          | 1          | 0          | 7    | 6    | 1.167 | 297    | 276    | 1.076  |
| 4   | Tailândia | 0   | 3     | 0     | 3     | 0          | 0          | 0          | 0          | 3          | 0          | 3    | 9    | 0.333 | 249    | 296    | 0.841  |

Resultados
| Data  | Hora  |           | Placar |           | Set 1 | Set 2 | Set 3 | Set 4 | Set 5 | Total   | Relatório |
| ----- | ----- | --------- | ------ | --------- | ----- | ----- | ----- | ----- | ----- | ------- | --------- |
| 6 jun | 18:45 | Brasil    | 3–1    | Polônia   | 25–20 | 21–25 | 25–23 | 26–24 |       | 97–92   | P2P3      |
| 7 jun | 16:30 | Tailândia | 1–3    | Polônia   | 17–25 | 25–22 | 23–25 | 25–27 |       | 90–99   | P2P3      |
| 7 jun | 21:15 | Brasil    | 2–3    | Alemanha  | 17–25 | 25–20 | 22–25 | 25–23 | 13–15 | 102–108 | P2P3      |
| 8 jun | 16:30 | Alemanha  | 3–1    | Tailândia | 25–22 | 23–25 | 25–19 | 25–20 |       | 98–86   | P2P3      |
| 9 jun | 16:30 | Alemanha  | 2–3    | Polônia   | 25–21 | 25–20 | 19–25 | 12–25 | 8–15  | 89–106  | P2P3      |
| 9 jun | 18:45 | Tailândia | 1–3    | Brasil    | 16–25 | 26–24 | 17–25 | 14–25 |       | 73–99   | P2P3      |

## Decisão do 5º e 7º Lugar
Resultados
| Data   | Hora  |               | Placar |           | Set 1 | Set 2 | Set 3 | Set 4 | Set 5 | Total | Relatório |
| ------ | ----- | ------------- | ------ | --------- | ----- | ----- | ----- | ----- | ----- | ----- | --------- |
| 10 jun | 13:00 | Países Baixos | 3–1    | Tailândia | 25–22 | 25–18 | 22–25 | 25–8  |       | 97–73 | P2P3      |
| 10 jun | 15:30 | Polônia       | 3–0    | Suíça     | 25–16 | 25–16 | 25–16 |       |       | 75–48 | P2P3      |

## Finais
|  | Semifinais                   | Semifinais                   |   |                              | Final                        | Final |  |
|  |                              |                              |   |                              |                              |       |  |
|  | 10 junho de 2017-18ː30 - PSH |                              |   |                              |                              |       |  |
|  | Argentina                    | 1                            |   |                              |                              |       |  |
|  | Alemanha                     | 3                            |   |                              |                              |       |  |
|  |                              |                              |   |                              |                              |       |  |
|  |                              |                              |   |                              | 11 junho de 2017-16ː00 - PSH |       |  |
|  |                              |                              |   |                              | Alemanha                     | 0     |  |
|  |                              | Brasil                       | 3 |                              |                              |       |  |
|  |                              |                              |   |                              |                              |       |  |
|  |                              |                              |   |                              |                              |       |  |
|  |                              |                              |   |                              | 3° lugar                     |       |  |
|  | 10 junho de 2017-21ː00 - PSH | 10 junho de 2017-21ː00 - PSH |   | 11 junho de 2017-13ː30 - PSH | 11 junho de 2017-13ː30 - PSH |       |  |
|  | Brasil                       | 3                            |   | Argentina                    | 1                            |       |  |
|  | China                        | 1                            |   |                              | China                        | 3     |  |

### Semifinal
Resultados
| Data   | Hora  |           | Placar |          | Set 1 | Set 2 | Set 3 | Set 4 | Set 5 | Total  | Relatório |
| ------ | ----- | --------- | ------ | -------- | ----- | ----- | ----- | ----- | ----- | ------ | --------- |
| 10 jun | 18:30 | Argentina | 1–3    | Alemanha | 27–25 | 19–25 | 25–27 | 19–25 |       | 90–102 | P2P3      |
| 10 jun | 21:00 | Brasil    | 3–1    | China    | 25–17 | 25–22 | 27–29 | 25–16 |       | 102–84 | P2P3      |

### Terceiro lugar
Resultados
| Data   | Hora  |           | Placar |       | Set 1 | Set 2 | Set 3 | Set 4 | Set 5 | Total | Relatório |
| ------ | ----- | --------- | ------ | ----- | ----- | ----- | ----- | ----- | ----- | ----- | --------- |
| 11 jun | 13:30 | Argentina | 1–3    | China | 21–25 | 12–25 | 25–20 | 19–25 |       | 77–95 | P2P3      |

### Final
Resultados
| Data   | Hora  |          | Placar |        | Set 1 | Set 2 | Set 3 | Set 4 | Set 5 | Total | Relatório |
| ------ | ----- | -------- | ------ | ------ | ----- | ----- | ----- | ----- | ----- | ----- | --------- |
| 11 jun | 16:00 | Alemanha | 0–3    | Brasil | 21–25 | 18–25 | 20–25 |       |       | 59–75 | P2P3      |